# 顶真
頂真，亦称連珠、蟬聯，是一種文學修辞方法，是指上句的結尾與下句的開頭使用相同的字或詞，用以修飾兩句子的聲韻方法。需要注意的是，使用這個方式時，毋須限制上下句的字數或平仄，但上下句交接點一定要使用相同的字或詞。這種修辭技巧，可使文章句子有緊湊含銜的美感以及顯現出上遞下接的趣味。頂真修辭可分為連珠法和連環體這兩種。这种方法，也用到影视剧及动漫的蒙太奇中，称为顶真蒙太奇。

## 連珠法
連珠法的頂真是句與句之間的頂真。
- 例如：

「歸來見天子，天子坐明堂。」（《木蘭辭》）
「軍書十二卷，卷卷有爺名。」（《木蘭辭》）
「忽聞海上有仙山，山在虛無縹緲間。」（《長恨歌》）
「明日復明日，明日何其多。」 （《明日歌》）
「物格而後知至，知至而後意誠，意誠而後心正，心正而後身修，身修而後家齊，家齊而後國治，國治而後天下平。」 （《大學》）

### 中文歌曲
「一開始我聰明，結束我聰明，聰明的幾乎的毀掉了我自己。」、「慢慢的拼湊，慢慢的拼湊，拼湊成一個完全不屬於真正的我。」（齊秦《夜夜夜夜》）
「不見他手中的舵，只見他的驕傲和自在，自在的就像是為我而來。」（那英《船》）
「Will you remember me? 若我另有心志，暫別遠去，遠去找那自由再衝刺 。」（張國榮《由零開始》）
「我的家有個馬桶，馬桶裡面有個窟窿，窟窿上面總有個笑容，笑人間無奈好多。」（劉德華《馬桶》）
「熱愛島有熱愛草，熱愛草做熱愛帽，熱愛帽插熱愛花，熾熱愛便碰到。」（鄭秀文《熱愛島》）
「世界真細小小小，小得真奇妙妙妙 」（《世界真细小》）
「然後你——你最多會笑著迴避，避到底　明明不筋竭都力疲 」（楊千嬅《假如讓我說下去》）
「天空塌下去，下去冰峰也共對，共對海底愛下去，負傷累累。」、「幽谷看內裡，內裡相擁去面對，面對山崩吻下去，互抱頸椎。」、「當充滿俗氣，俗氣中吞吐為你，為你喘息吻著你，絕不避忌。」、「傾覆了瀑布，瀑布風沙太暴躁，暴躁都可跳著舞，踏上荒草。」、「歪風與暴雪，暴雪中跟你滴血，滴血中宣布誓約，亦可蜜月。」、「風光滿毒氣，毒氣充塞我共你，共你一起這樣美，沒對不起。」（吳雨霏《狠狠》）
「燒毀的小教堂響起鐘聲，鐘聲撫慰雙方的傷兵 ，傷兵一眾差不多年齡」（姜濤《作品的說話》）
近代連珠法的頂真有以下例子：
　頭髮在我後面飛揚　飛揚也始終在糾纏　糾纏的總看不見　不見卻永遠不散
　夕陽在我後面低沈　低沈的紅色染我身　我身後是我一生　一生的紅塵

## 連環體
連環體的頂真是段與段之間的頂真。
- 例如：

「下武維周，世有哲王。  三后在天，王配於京。
王配於京，世德作求。永言配命，成王之孚。
成王之孚，下土之式。永言孝思，孝思維則。」（《詩經》）
「候服於周，天命靡常。殷士膚敏，裸將於京。厥作裸將，常服黼冔。王之藎臣，無念爾祖。
無念爾祖，聿修厥德。永言配命，自求多福。殷之未喪師，克配上帝。宜鍳於殷，駿命不易。」（節錄自詩經·大雅·文王）
近代連環體的頂真有以下例子：
那榆陰下的一潭，
不是清泉，是天上的虹；
揉碎在浮藻間，沉澱著彩虹似的夢。
尋夢？撐一支長篙，
向青草更青處漫溯；
滿載一船星輝，
在星輝斑斕裡放歌。
但我不能放歌，
悄悄是別離的笙簫；
夏蟲也為我沉默，
沉默是今晚的康橋。（《再別康橋》）